# Pseudonerdanus suturalis
Pseudonerdanus suturalis es una especie de coleóptero de la familia Oedemeridae.

## Distribución geográfica
Habita en Sikkim (India).